# Feliciana Coronel
Feliciana 'Chana' Coronel fue una mujer paraguaya e ícono de la lucha por los derechos de las lesbianas en Paraguay.
Feliciana Coronel, llamada Chana, vivió en el barrio La Chacarita de Asunción. En 1991 fue recluida en la cárcel de mujeres El Buen Pastor, tras una sentencia de 13 años por posesión de un kilo y medio de cocaína. Dos años después, el 13 de septiembre de 1993, con motivo de la visita de una comitiva de la Corte Suprema de Justicia, lideró una protesta donde un grupo de lesbianas reclamaban el derecho de vis a vis con sus parejas. La protesta fue el recurso que emplearon tras haber sido desatendidas sus peticiones por parte de la dirección de la cárcel. Un periódico de la época rotuló una fotografía de Chana y sus compañeras como «Lesbianas en pie de guerra», lo que fue la primera vez que se empleaba este término en la prensa paraguaya. La protesta terminó en fracaso.
El 4 de julio de 1996, a los 33 años, Chana falleció tras ser acuchillada en prisión.
En 2020 la fecha de la protesta liderada por Chana fue resignificada para la celebración del día de la visibilidad lésbica en Paraguay.